# Sagostund

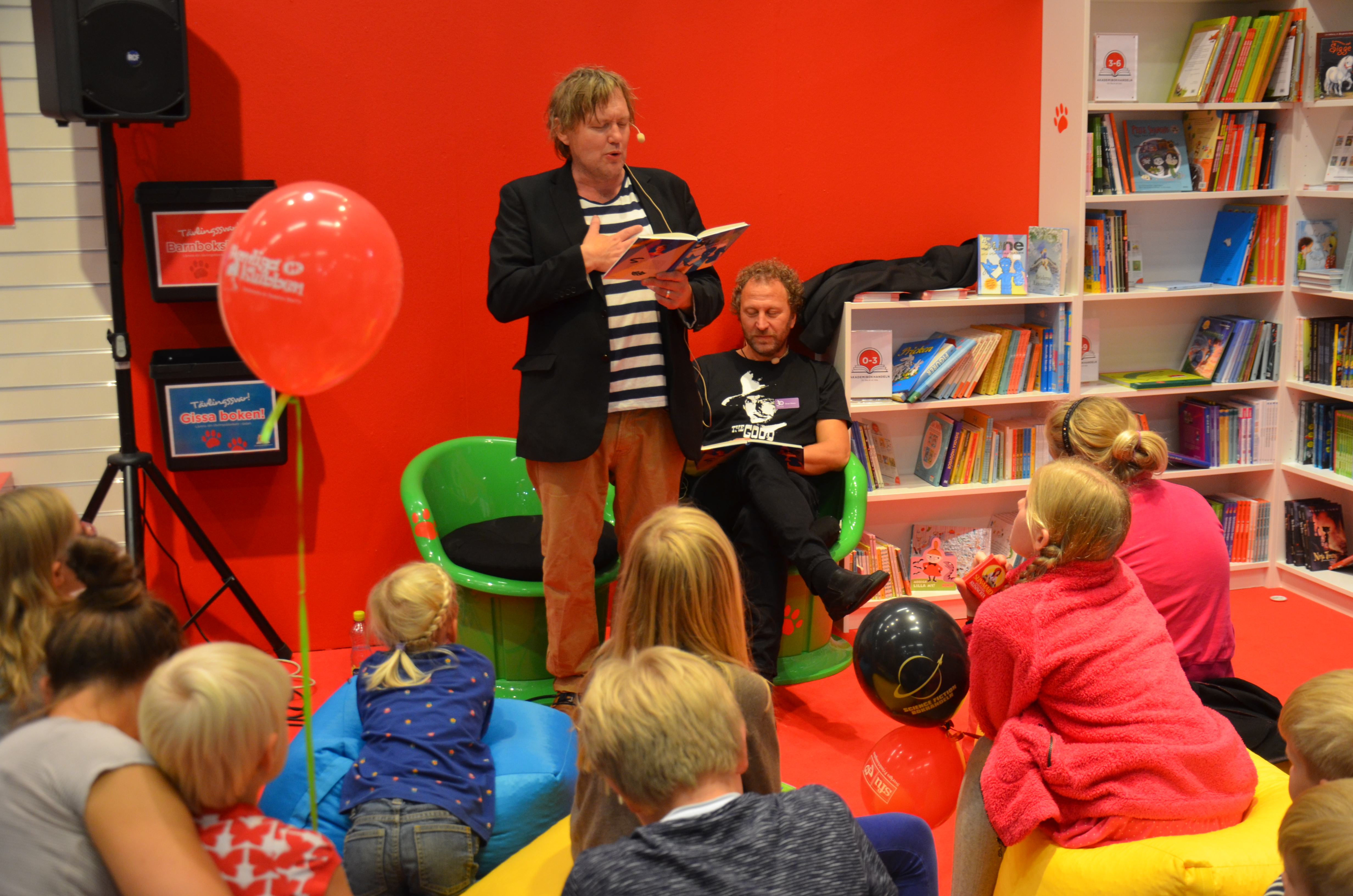
Sagostund med Anders Jacobsson och Sören Olsson på Bokmässan i Göteborg 2014.

Sagostund är ett vanligt förekommande arrangemang då en vuxen person, ofta med inlevelse, läser en saga för barn, vanligen i de yngre åldrarna. Det är förekommande på bland annat bibliotek, förskolor och skolor. För att skapa en särskild stämning används ibland attribut som musikinstrument, dockor, figurer med mera.
I hemmen läste föräldrarna länge för sina barn på kvällarna (se godnattsaga), men under 1970- och 80-talen blev musiksagor allt vanligare. Under 2000-talet har "självläsande" böcker tillkommit, både i fysisk form och för datorer (e-bok).

## Sagostunder i världen

### Storbritannien och USA
Shedlock, som var lärare i botten, hade arbetat som professionell sagoberättare i London sedan omkring 1890. Under åren kring sekelskiftet gjorde hon ett stort antal resor i USA för att inspirera till sagoberättandets spridning. Som en följd av detta spreds också tanken att sagoberättandet var en konstform och idén med sagoberättande på bibliotek. I Boston och Pittsburgh fick sagoberättandet på biblioteken ett särskilt uppsving. Sagostunder började också anordnas på lekplatser. 

### Sverige

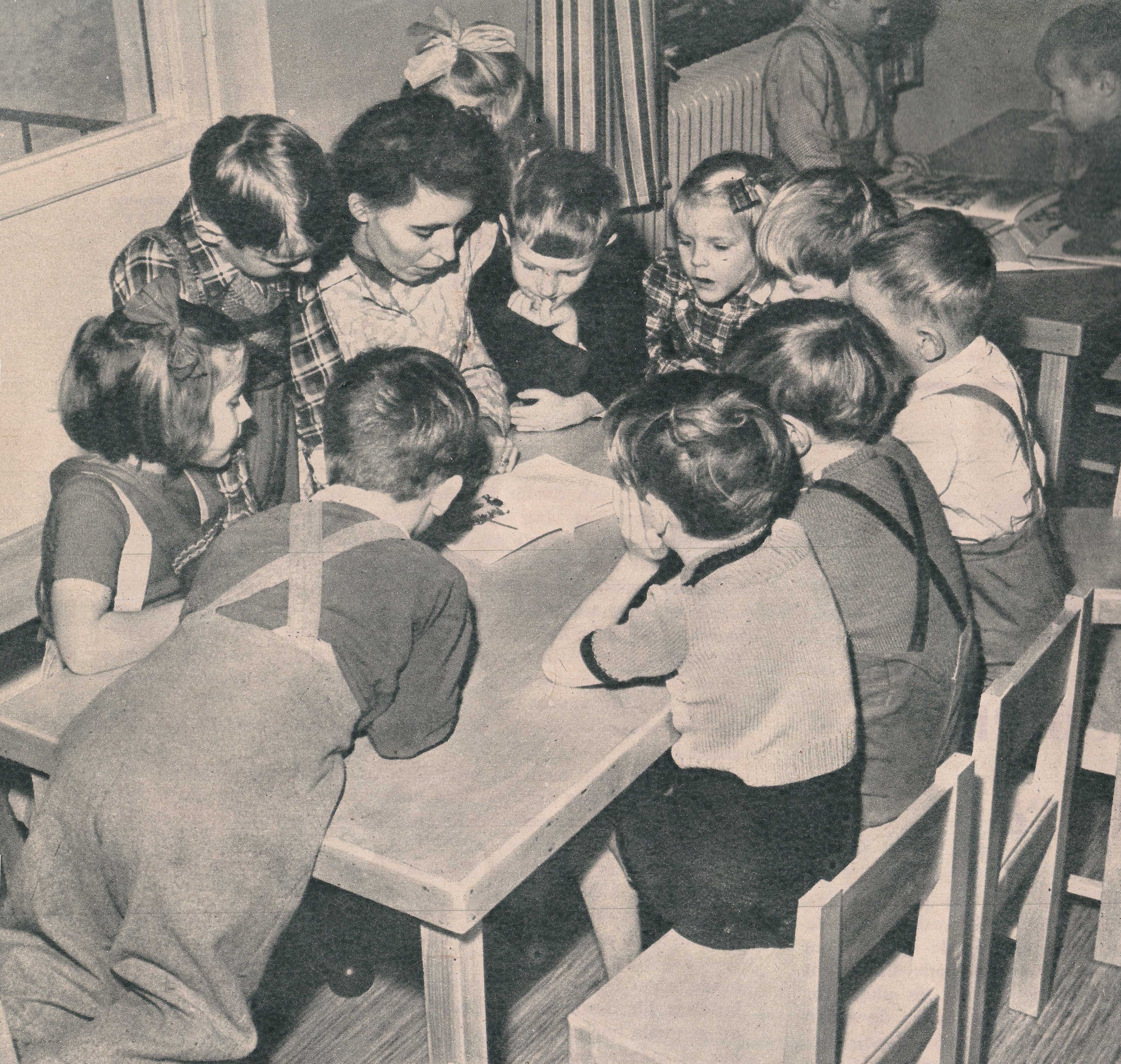
Sagostund i lekskolan Banérskolan, 1947.

Sagostundsverksamheten på bibliotek i Sverige påbörjades efter att barn- och ungdomsbibliotek börjat invigas 1911, med inspiration från USA. Redan tidigt blev detta ett populärt inslag i bibliotekens verksamhet och arrangemangen ökade gradvis, och i takt med att barnbiblioteken också ökade i antal. Under 1960-talet stagnerade dock verksamheten och det förekom att bibliotek la ner sagostunderna. Under den här perioden minskade också antalet äldre barn på sagostunderna, och inriktningen kom därefter mer tydligt att läggas på förskolebarn.